# Romaria de Nossa Senhora da Agonia

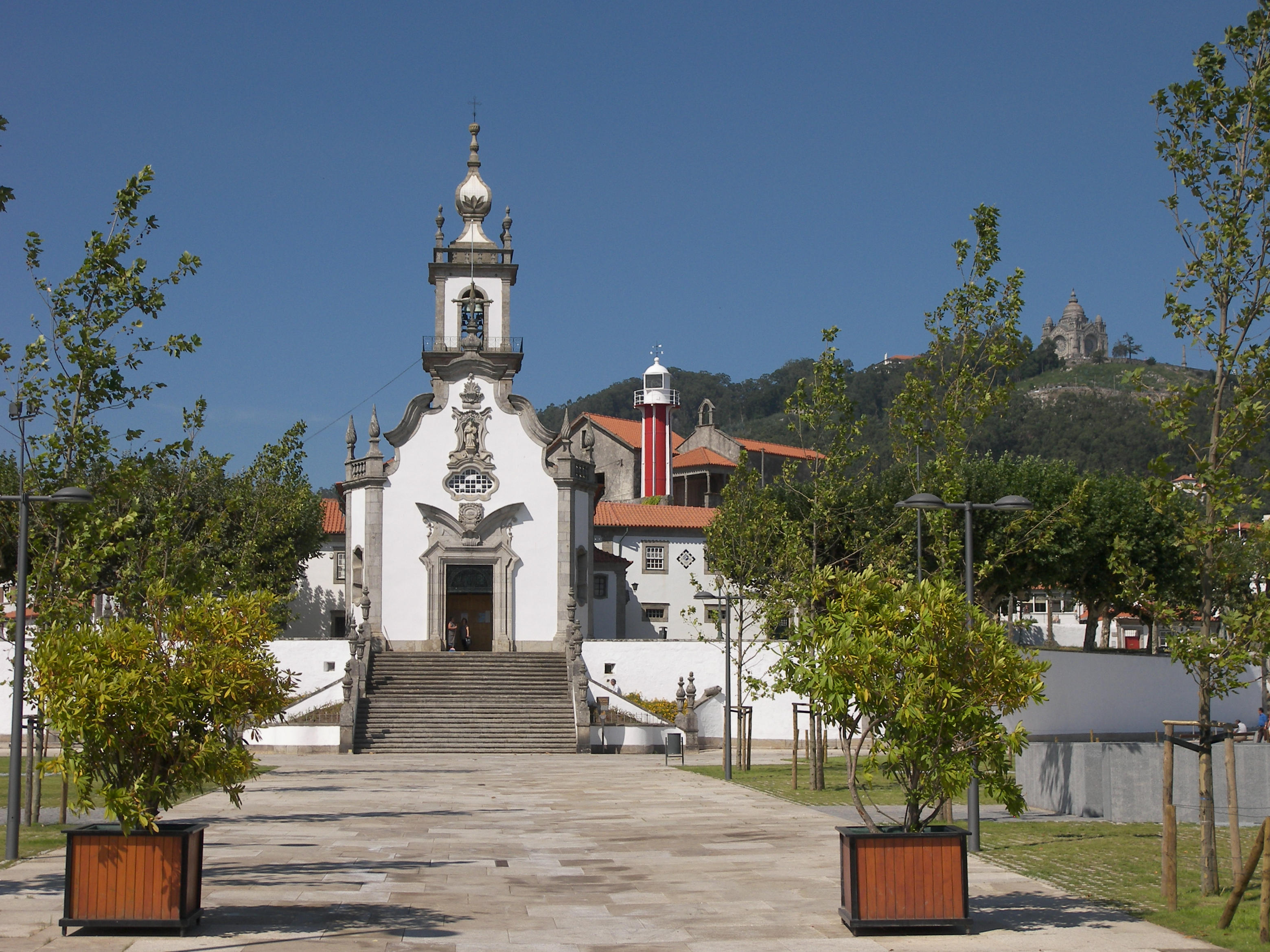
Capela de Nossa Senhora da Agonia em Viana do Castelo

A Romaria em Honra de Nossa Senhora da Agonia realiza-se, anualmente, na cidade de Viana do Castelo, cidade localizada no litoral norte de Portugal. Desde 1783 que esta romaria se realiza no mês de agosto, englobando o dia 20, feriado municipal. A romaria da Senhora da Agonia (padroeira dos pescadores locais) remonta aos tempos mais antigos e é já uma das maiores festas religiosas portuguesas.

## História

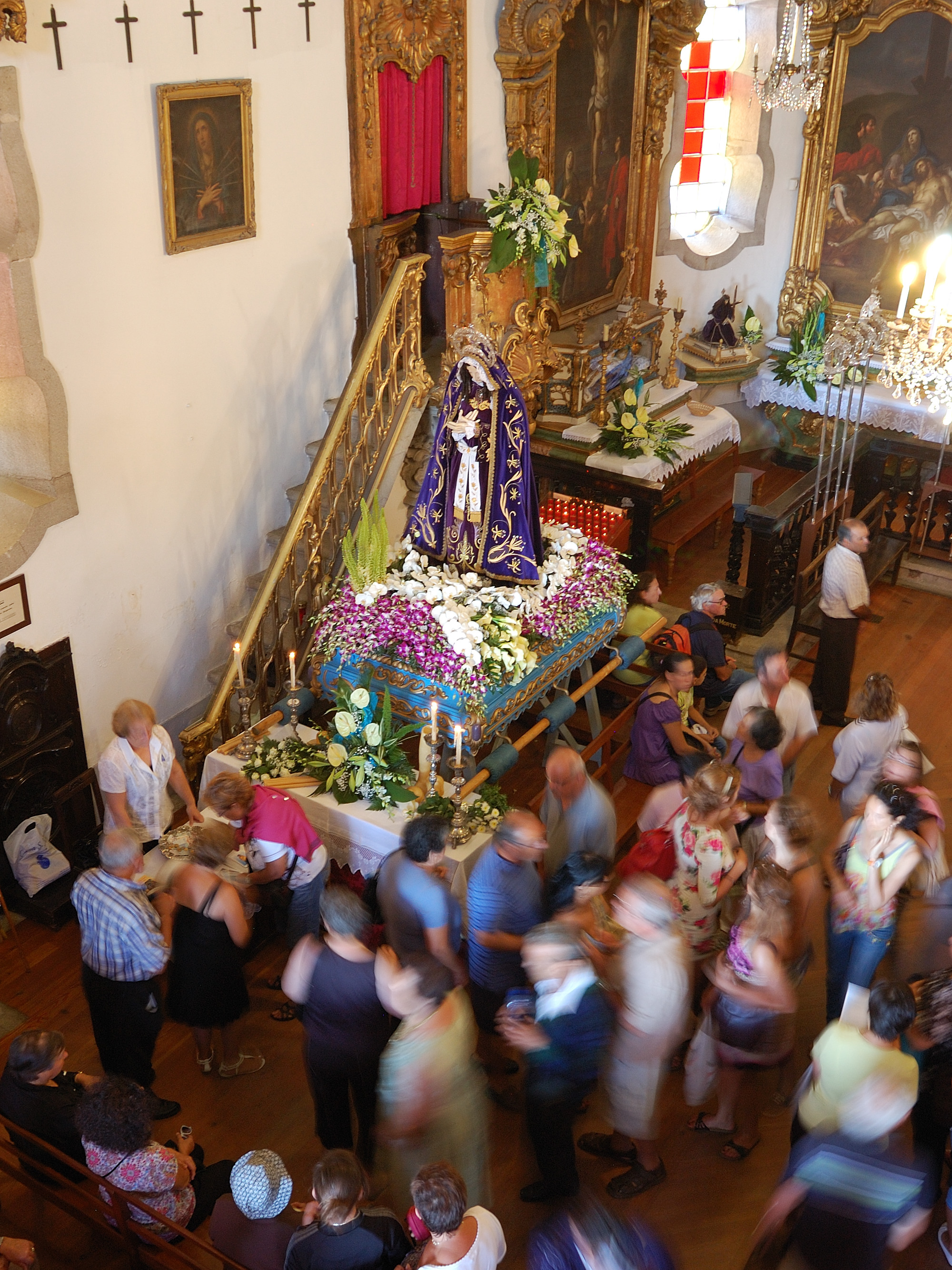
O andor de Nossa Senhora da Agonia

O culto português à Virgem Maria com o título de Senhora da Agonia surgiu em 1674. A sua imagem entrou na Capela do Bom Jesus do Santo Sepulcro do Calvário nesse ano e, desse modo, se iniciou a devoção. Em 1772 começa a romaria anual, nascida da devoção dos homens do mar vindos da Galiza e de todo o litoral português, e inclui celebrações religiosas e pagãs. Mais tarde, em 1783, a Sagrada Congregação dos Ritos permitiu que fosse celebrada nesta capela (conhecida agora como Capela de Nossa Senhora da Agonia) uma Missa Solene, todos os anos no dia 20 de agosto, data escolhida como feriado municipal em Viana do Castelo.

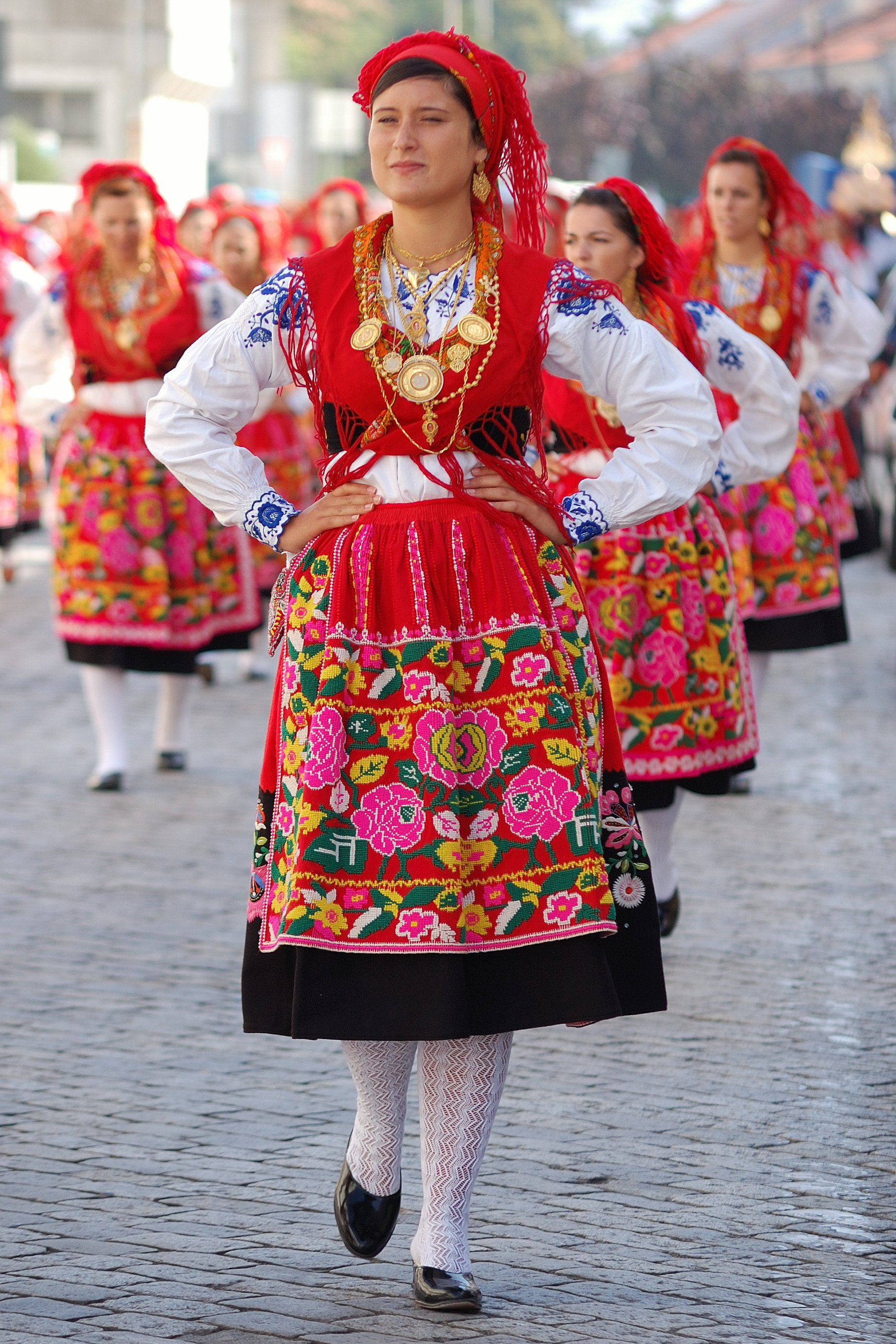
Romaria de Nossa Senhora da Agonia

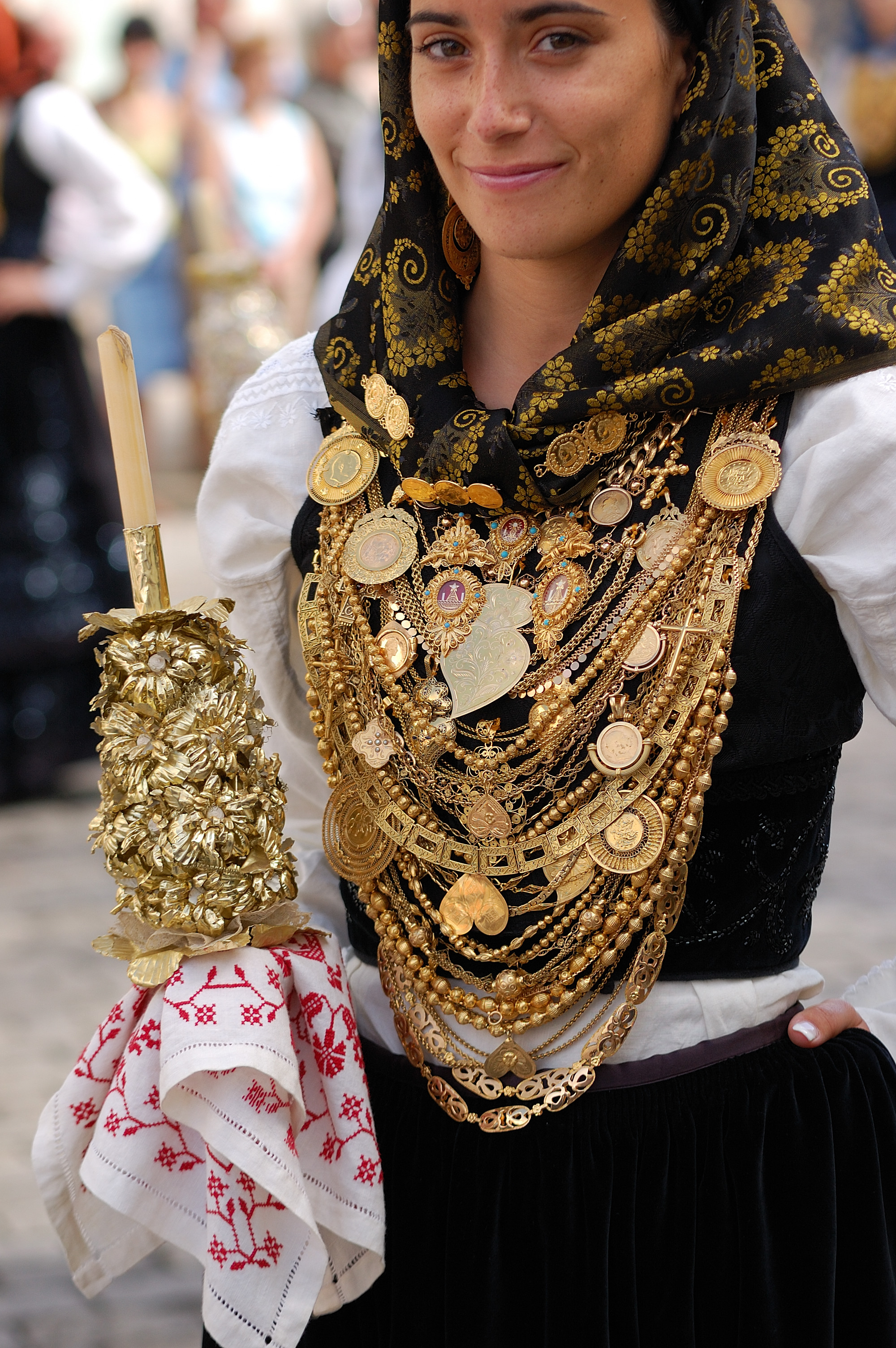
Uma mordoma da Senhora da Agonia

Em 1861 a Festa Solene é ultrapassada pela Romaria d'Agonia, e esta última assume mais importância e torna-se tão grandiosa que acaba por extravasar a festa religiosa. Torna-se um arraial repleto de cantares ao som de violas, de danças, um arraial extravagante
Em 1862, a romaria assumiu tamanha popularidade que se calculava que só o fogo de artifício era já contemplado por mais de cinquenta mil pessoas. Nove anos mais tarde, foi anexado ao programa a tourada (que trouxe grandes controvérsias nos dias de hoje).
Em 1906, nesta romaria nasce a Festa do Traje e, dois anos depois, em 1908, dá-se a primeira Parada Agrícola (nos dias de hoje é o tão famoso cortejo etnográfico).
A partir de então a romaria deixou de estar limitada ao Campo da Agonia e invadiu toda a cidade de Viana do Castelo. No mês de Agosto toda a cidade se encontra com espírito de festa, são as também chamadas Festas de Agosto e maiores festas da província do Minho.
Atualmente estas festas decorrem na semana em torno do dia 20 de agosto. Incluem diversos desfiles com cabeçudos, gigantones, zés-pereiras (grupos de bombos), carros alegóricos, uma grande variedade de trajes regionais de onde se destacam sempre as peças em ouro que as mulheres carregam, fogo de artifício e uma procissão. A tourada, que fazia parte desta romaria desde 1871, já não se encontra nos cartazes das festas pois Viana do Castelo, é, desde 2009, uma cidade anti-touradas. Apesar disto, estas festas continuam a atrair todos os anos milhares de visitantes à cidade.
A Romaria d'Agonia recebeu em 2013 a Declaração de Interesse Público para o Turismo.

## Programa da romaria
Durante os dias da romaria o programa é completo. Todos os anos existe uma Feira de Artesanato, um espetáculo musical com artistas conhecidos, há fogo-de-artifício todos os dias às 24h00 sempre em locais diferentes da cidade, encontros de Bandas Filarmónicas do Concelho de Viana do Castelo, um Desfile da Mordomia que se realiza num dos dias da romaria às 10h00, o Cortejo Etnográfico que se realiza normalmente no sábado dessa semana à tarde e um festival de Concertinas e Cantares ao Desafio.  No dia 20 há sempre a celebração solene eucarística (no Adro da Senhora d'Agonia) seguida de procissão ao mar, sendo que no dia anterior à noite há a confeção dos "Tapetes Floridos" nas ruas da Ribeira.